# Txernitxenka
Txernitxenka (en rus: Черниченка) és un poble de l'óblast de Vladímir, a Rússia, segons el cens del 2010 tenia 128 habitants. Pertany al districte municipal de Mélenki.